# Has-Been Heroes
Has-Been Heroes es un videojuego de acción y estrategia desarrollado por Frozenbyte y publicado por GameTrust. El juego fue lanzado el 28 de marzo de 2017 en Norteamérica y en Europa el 4 de abril de 2017 en Nintendo Switch, PlayStation 4, Microsoft Windows y Xbox One.

## Jugabilidad
Has-Been Heroes es un videojuego de acción y estrategia con elementos Roguelike. El juego ofrece una mezcla de estrategia basada en turnos y mecánica de estrategia en tiempo real.

## Lanzamiento
Has-Been Heroes está siendo desarrollado por Frozenbyte y publicado por GameTrust. El juego se anunció en enero de 2017
, y se lanzó en Nintendo Switch, PlayStation 4, Microsoft Windows y Xbox One el 28 de marzo de 2017.

## Recepción
Has-Been Heroes ha recibido críticas mixtas a negativas de los críticos, con una puntuación de 56/100 en Metacritic para la versión Nintendo Switch. Mientras que el juego recibió elogios por su sistema de combate, la crítica fue dirigida a su juego repetitivo y alto nivel de dificultad.